# Condado de Putnam (Misuri)
El condado de Putnam (en inglés: Putnam County), fundado en 1820, es uno de 114 condados del estado estadounidense de Misuri. En el año 2008, el condado tenía una población de 5,223 habitantes y una densidad poblacional de 4 personas por km². La sede del condado es Unionville. El condado recibe su nombre en honor al general Israel Putnam de la Guerra Franco-india.

## Geografía
Según la Oficina del Censo, el condado tiene un área total de 1347 km² (520,1 mi²), de la cual 1342 km² (518,1 mi²) es tierra y 5 km² (1,9 mi²) (0.34%) es agua.

### Condados adyacentes
- Condado de Wayne, Iowa (noroeste)
- Condado de Appanoose, Iowa (noreste)
- Condado de Schuyler (este)
- Condado de Adair (sureste)
- Condado de Sullivan (sur)
- Condado de Mercer (oeste)

## Demografía
Según la Oficina del Censo en 2000, los ingresos medios por hogar en el condado eran de $26,282, y los ingresos medios por familia eran $32,031. Los hombres tenían unos ingresos medios de $22,957 frente a los $18,884 para las mujeres. La renta per cápita para el condado era de $18,884. Alrededor del 16.00% de la población estaban por debajo del umbral de pobreza.

## Transporte

### Carreteras principales
- U.S. Route 136
- Route 5
- Ruta 129
- Ruta 139
- Ruta 149

## Localidades
| - Lemons - Livonia - Lucerne - Martinstown | - Powersville - Unionville - Worthington |

### Municipios
| - Municipio de Elm - Municipio de Grant - Municipio de Jackson - Municipio de Liberty | - Municipio de Lincoln - Municipio de Medicine - Municipio de Richland - Municipio de Sherman | - Municipio de Union - Municipio de Wilson - Municipio de York |